# Neomochtherus siculus
Neomochtherus siculus är en tvåvingeart som först beskrevs av Macquart 1834.  Neomochtherus siculus ingår i släktet Neomochtherus och familjen rovflugor.
Artens utbredningsområde är Italien. Inga underarter finns listade i Catalogue of Life.